# Montpelier, Indiana
Montpelier är en ort i Blackford County i delstaten Indiana, USA.